# Kiemenbogen

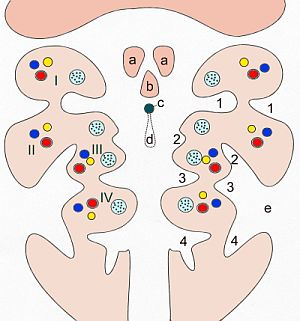
Schematischer und unvollständiger Horizontalschnitt durch die Kiemenbogen
I-IV Kiemenbogen, 1-4 Schlundtaschen (innen) bzw. Kiemenfurchen (außen), a Tuberculum laterale, b Tuberculum impar, c Foramen caecum, d Ductus thyreoglossus, e Sinus cervicalis

Die Kiemenbogen, auch Branchialbogen (Arcus branchiales), Schlundbogen, Pharyngealbogen oder Viszeralbogen genannt (süddeutsch wird als Plural meist 'Bögen' verwendet), sind Bildungen des Kiemendarms bei Wirbeltieren. Der Prozess der Bildung wird als Branchiomerie bezeichnet. Beim Säugetierembryo bilden sich sechs solcher Bogen, wobei der fünfte und sechste meist nur rudimentär angelegt sind.
Typisch für die Kiemenbögen sind ihr metamerer Aufbau, das heißt jeder Kiemenbogen ist strukturell gleich konstituiert. So weist jeder Kiemenbogen einen Kern aus Mesoderm, aus der später eine Knorpel- und Muskelanlage hervorgeht, einen Kiemenbogennerv aus der Neuralleiste und eine Kiemenbogenarterie auf. Die seriale oder metamere Abfolge der Kiemenbogennerven hat jedoch nichts gemeinsam mit der segmentalen Anordnung der Spinalnerven. Kopf- und Rumpfregion sind unterschiedlich organisiert, anders gesagt, die Branchiomerie der Kiemenbogen und die Metamerie der Leibeswand sind als unabhängig voneinander zu betrachten.
Bei den Fischen reißen die Membranen zwischen Furche und Tasche ein und es entstehen die definitiven Kiemen. Bei den nichtkiemenatmenden Wirbeltieren bleiben die Kiemenbogentaschen und -furchen dagegen jeweils durch die Kiemenbogemembran (Membrana branchialis) verbunden. Die Existenz solcher Kiemenbogen und -furchen auch bei Embryonen höherer Wirbeltiere wurde erstmals von Martin Rathke beschrieben.

## Kiemenbogen
Jeder Kiemenbogen besitzt eine Kiemenbogenarterie und -vene, einen Kiemenbogennerv sowie eine Muskel- und eine Knorpelanlage. Aus den Kiemenbogen entwickeln sich bei höheren Wirbeltieren viele Organe, die deshalb als branchiogene Organe bezeichnet werden.

### Erster Kiemenbogen
Aus dem ersten Kiemenbogen (Mandibularbogen) entstehen große Teile des Gesichts, wie Oberkiefer (Maxilla), Unterkiefer (Mandibula) und Gaumen sowie bei Säugetieren die Gehörknöchelchen Hammer und Amboss (nicht jedoch der Steigbügel). Bei Fischen, Amphibien, Reptilien und Vögeln entstehen statt der Gehörknöchelchen die Knochen des primären Kiefergelenks: Os articulare und Os quadratum. Die Knorpelanlage wird als Meckelscher Knorpel bezeichnet.
Aus der Muskelanlage entsteht die Kaumuskulatur, der Venter anterior (vordere Kopf) des Musculus digastricus und der Musculus mylohyoideus. Die Arterie des ersten Kiemenbogens bildet sich weitgehend zurück, ist aber zu einem geringen Teil an der Bildung der Arteria carotis externa und Arteria maxillaris beteiligt. Der erste Kiemenbogennerv ist Teil des fünften Hirnnervs, des Nervus trigeminus.

### Zweiter Kiemenbogen
Der zweite Kiemenbogen wird auch als Zungenbeinbogen (oder Hyoidbogen) bezeichnet. Aus ihm entsteht der obere Teil des Zungenbeins (Cornu minus; kleinerer Teil des Corpus), der Processus styloideus des Schläfenbeins und aus dem oberen Knorpelteil auch das Gehörknöchelchen Steigbügel.
Aus der Muskelanlage entstehen die mimische Muskulatur, sowie der Musculus stapedius, der Musculus stylohyoideus und der hintere Anteil des Musculus digastricus. Der zweite Kiemenbogennerv ist der siebte Hirnnerv, der Nervus facialis. Die zugehörige Arterie entwickelt sich zunächst zur Arteria stapedia. Diese wiederum bildet sich aber vollständig zurück, so dass lediglich ein gefäßloses Loch im Steigbügel übrig bleibt.

### Dritter Kiemenbogen
Der dritte Kiemenbogenknorpel entwickelt sich zum unteren Teil des Zungenbeins (Cornu majus; größerer Teil des Corpus), die Muskelanlage zum Musculus stylopharyngeus, der entsprechend auch beim Erwachsenen vom dritten Kiemenbogennerv, dem neunten Hirnnerv Nervus glossopharyngeus innerviert wird.
Die Arterie des dritten Kiemenbogen entwickelt sich gemeinsam mit der dorsalen Aorta zur Arteria carotis interna.

### Vierter Kiemenbogen
Der vierte Kiemenbogen und sein Knorpel bilden sich zum oberen Teil des Kehlkopfes um. Aus der Muskelanlage entsteht die äußere Kehlkopfmuskulatur und ein Teil der Rachenmuskulatur. Der vierte Kiemenbogennerv ist der Nervus laryngeus superior, Ast des Nervus vagus (zehnter Hirnnerv), der die äußere Kehlkopfmuskulatur (M. cricothyroideus) innerviert.
Die Arterien des vierten Kiemenbogens entwickeln sich auf beiden Seiten unterschiedlich: Aus der linken Arterie entsteht der Aortenbogen, aus der rechten die Arteria subclavia dextra.

### Fünfter Kiemenbogen
Der fünfte Kiemenbogen bildet sich nur rudimentär oder gar nicht aus. Es entstehen keine definitiven Strukturen.

### Sechster Kiemenbogen
Der sechste Kiemenbogen und sein Knorpel bildet sich zum unteren Teil des Kehlkopfes um. Die Muskelanlage entwickelt sich dementsprechend auch zur inneren Kehlkopfmuskulatur. Der 6. Kiemenbogennerv ist der Nervus laryngeus recurrens, ein Ast des Nervus vagus (zehnter Hirnnerv), der die innere Kehlkopfmuskulatur mit Ausnahme des M. cricothyroideus innerviert.
Auch die Arterien des sechsten Kiemenbogens entwickeln sich auf beiden Seiten verschieden: Links entstehen der Truncus pulmonalis und der Ductus arteriosus, rechts die Arteria pulmonalis.

## Schlundtaschen
Zwischen den sechs Kiemenbogen entstehen innen fünf Schlundtaschen oder Kiemenspalten (Sacci pharyngeales), aus deren Entoderm sich ebenfalls definitive Strukturen entwickeln.
- Aus der ersten Schlundtasche entsteht der Recessus tubotympanicus, aus dem sich die Paukenhöhle und die Ohrtrompete (Tuba auditiva) bilden. Außerdem bildet sich hieraus der entodermale Teil des Trommelfells.[2]
- Die zweite Schlundtasche bildet die Anlage für die Gaumenmandel.
- Aus dem Wandmaterial der dritten Schlundtasche entwickeln sich die unteren Nebenschilddrüsen (Glandula parathyroidea inferior) und der Thymus.
- Aus der vierten Schlundtasche bilden sich die oberen Nebenschilddrüsen (Glandula parathyroidea superior) sowie – außer bei Säugetieren – der Ultimobranchialkörper.
- Aus dem Material der fünften Schlundtasche entwickeln sich die C-Zellen, die bei Säugetieren in die Schilddrüse einwandern.

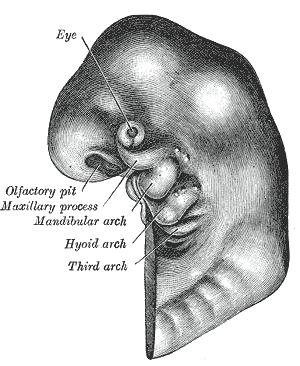
Zeichnung der Kiemenbogenregion eines menschlichen Embryos am Ende der vierten Woche.

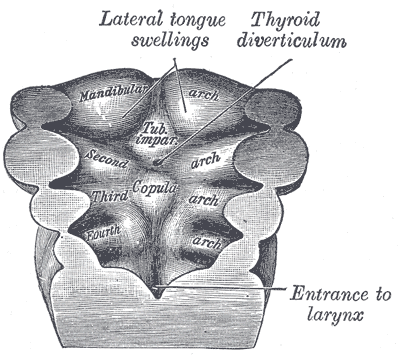
Darstellung der Kiemenbogenregion im Transversalschnitt.

## Schlundfurchen
Äußerlich entstehen aus dem Ektoderm vier Schlund- oder Kiemenfurchen (Sulci branchiales oder Ductus branchiales). Dabei geht nur aus der ersten Schlundfurche eine definitive Struktur, nämlich der äußere Gehörgang und der ektodermale Teil des Trommelfells, hervor. Die erste Schlundfurche und die erste Schlundtasche wachsen so lange aufeinander zu, bis sie nur noch durch eine feine Haut, das Trommelfell, getrennt werden.
Durch das starke Wachstum des zweiten Kiemenbogens werden die zweite, dritte und vierte Furche in der Regel zum Sinus cervicalis verschlossen. Dieser obliteriert. Erfolgt dieser Verschluss unvollständig, können sich Halsfisteln und -zysten bilden.